# Moaalm
Die Moaalm, auch Moaralm oder Mahr Alm, ist eine Alm bzw. ein Hotel in der Glocknergruppe in der Fraktion Burg der Gemeinde Kals am Großglockner.

## Lage
Die Moaalm liegt im Tal des Kalserbachs hoch über der Daberklamm bzw. am Südwestabhang des Bretterbodens. Die Almfläche wird auch als Moatschemp oder Meiertschamp bezeichnet, wobei die Almfläche vom Bannwald im Südwesten und dem Waldgebiet Bergle im Südosten und Osten umgeben ist. Die Moaalm ist durch einen Fahrweg erschlossen, der von der Straße zwischen Burg und Spöttling-Tauerer nach Norden abzweigt und den Teischnitzbach überquert.

## Geschichte
Mitte des 19. Jahrhunderts beherbergte die Moaalm nur eine kleine Almhütte. Auch Mitte des 20. Jahrhunderts dürfte das Gebiet lediglich als Alm genutzt worden sein. Später wurde hier ein Gasthaus errichtet, dass heute als Gästehaus mit sechs Gästezimmern betrieben wird.

## Anstiegsmöglichkeiten
Neben dem Fahrweg von Burg kann die Moaalm auch direkt von Spöttling-Taurer über einen Wanderweg erreicht werden. Dieser führt von der Spöttlingkapelle durch den Wald und kreuzt in der Folge mehrmals den Fahrweg, bevor er die Moaalm erreicht. Von der Moaalm führen Wanderwege weiter nach Osten ins Teischnitztal und nach Norden ins Dofertal, wo der Weg in den Talweg mündet, der durch die Daberklamm führt.